# Сердеж
Серде́ж (рос. Сердеж, марій. Шердыж) — присілок у складі Моркинського району Марій Ел, Росія. Входить до складу Семісолинського сільського поселення.

## Населення
Населення — 39 осіб (2010; 52 у 2002).
Національний склад (станом на 2002 рік):
- лучні марійці — 79 %